# Systropus nitidus
Systropus nitidus är en tvåvingeart som beskrevs av Christian Rudolph Wilhelm Wiedemann 1830. Systropus nitidus ingår i släktet Systropus och familjen svävflugor. Inga underarter finns listade i Catalogue of Life.